# Llista de medallistes olímpics d'atletisme (dones)
Aquesta és una llista dels medallistes olímpics d'atletisme en categoria femenina:

## Medallistes

### Programa actual

#### 400 m
| Edició               | Or                  | Plata                 | Bronze             |
| 1964 Tòquio          | Betty Cuthbert      | Ann Packer            | Judy Amoore        |
| 1968 Ciutat de Mèxic | Colette Besson      | Lillian Board         | Natalya Pechonkina |
| 1972 Múnic           | Monika Zehrt        | Rita Wilden           | Kathy Hammond      |
| 1976 Mont-real       | Irena Szewińska     | Christina Brehmer     | Ellen Streidt      |
| 1980 Moscou          | Marita Koch         | Jarmila Kratochvílová | Christina Lathan   |
| 1984 Los Angeles     | Valerie Brisco      | C. Cheeseborough      | Kathy Smallwood    |
| 1988 Seül            | Olga Bryzgina       | Petra Müller          | Olga Nazarova      |
| 1992 Barcelona       | Marie-José Perec    | Olga Bryzgina         | Ximena Restrepo    |
| 1996 Atlanta         | Marie-José Perec    | Cathy Freeman         | Falilat Ogunkoya   |
| 2000 Sydney          | Cathy Freeman       | Lorraine Graham       | Katharine Merry    |
| 2004 Atenes          | Tonique Williams    | Ana Guevara           | Natalya Antyukh    |
| 2008 Pequín          | Christine Ohuruogu  | Shericka Williams     | Sanya Richards     |
| 2012 Londres         | Sanya Richards-Ross | Christine Ohuruogu    | DeeDee Trotter     |
| 2016 Rio             | Shaunae Miller      | Allyson Felix         | Shericka Jackson   |
| 2020 Tòquio          | Shaunae Miller      | Marileidy Paulino     | Allyson Felix      |

#### 800 m
| Edició               | Or                                   | Plata                                | Bronze                               |
| 1928 Amsterdam       | Lina Radke                           | Kinuye Hitomi                        | Inga Gentzel                         |
| 1932–1956            | No fou inclòs en el programa olímpic | No fou inclòs en el programa olímpic | No fou inclòs en el programa olímpic |
| 1960 Roma            | Lyudmila Shevtsova                   | Brenda Jones                         | Ursula Donath                        |
| 1964 Tòquio          | Ann Packer                           | Maryvonne Dupureur                   | Marise Chamberlain                   |
| 1968 Ciutat de Mèxic | Madeline Manning                     | Ilona Silai                          | Mia Gommers                          |
| 1972 Múnic           | Hildegard Falck                      | Nijolė Sabaitė                       | Gunhild Hoffmeister                  |
| 1976 Mont-real       | Tatyana Kazankina                    | Nikolina Shtereva                    | Elfi Zinn                            |
| 1980 Moscou          | Nadejda Olizarenko                   | Olga Mineyeva                        | Tatyana Providokhina                 |
| 1984 Los Angeles     | Doina Melinte                        | Kim Gallagher                        | Fita Lovin                           |
| 1988 Seül            | Sigrun Wodars                        | Christine Wachtel                    | Kim Gallagher                        |
| 1992 Barcelona       | Ellen van Langen                     | Liliya Nurutdinova                   | Ana Fidelia Quirot                   |
| 1996 Atlanta         | Svetlana Masterkova                  | Ana Fidelia Quirot                   | Maria Mutola                         |
| 2000 Sydney          | Maria Mutola                         | Stephanie Graf                       | Kelly Holmes                         |
| 2004 Atenes          | Kelly Holmes                         | Hasna Benhassi                       | Jolanda Čeplak                       |
| 2008 Pequín          | Pamela Jelimo                        | Janeth Jepkosgei                     | Hasna Benhassi                       |
| 2012 Londres         | Maria Savinova                       | Caster Semenya                       | Ekaterina Poistogova                 |
| 2016 Rio             | Caster Semenya                       | Francine Niyonsaba                   | Margaret Wambui                      |
| 2020 Tòquio          | Athing Mu                            | Keely Hodgkinson                     | Raevyn Rogers                        |

#### 1.500 m
| Edició           | Or                  | Plata                 | Bronze             |
| 1972 Múnic       | Liudmila Bràguina   | Gunhild Hoffmeister   | Paola Cacchi       |
| 1976 Mont-real   | Tatyana Kazankina   | Gunhild Hoffmeister   | Ulrike Klapezynski |
| 1980 Moscou      | Tatyana Kazankina   | Christiane Wartenberg | Nadejda Olizarenko |
| 1984 Los Angeles | Gabriella Dorio     | Doina Melinte         | Maricica Puică     |
| 1988 Seül        | Paula Ivan          | Laimutė Baikauskaitė  | Tetyana Samolenko  |
| 1992 Barcelona   | Hassiba Boulmerka   | Lyudmila Rogachova    | Qu Yunxia          |
| 1996 Atlanta     | Svetlana Masterkova | Gabriela Szabó        | Theresia Kiesl     |
| 2000 Sydney      | Nouria Mérah-Benida | Violeta Székely       | Gabriela Szabó     |
| 2004 Atenes      | Kelly Holmes        | Tatyana Tomashova     | Maria Cioncan      |
| 2008 Pequín      | Nancy Lagat         | Iryna Lishchynska     | Nataliya Tobias    |
| 2012 Londres     | Sense assignar      | Gamze Bulut           | Maryam Yusuf Jamal |
| 2016 Rio         | Faith Kipyegon      | Genzebe Dibaba        | Jennifer Simpson   |
| 2020 Tòquio      | Faith Kipyegon      | Laura Muir            | Sifan Hassan       |

#### 5.000 m
| Edició       | Or               | Plata                | Bronze          |
| 1996 Atlanta | Wang Junxia      | Pauline Konga        | Roberta Brunet  |
| 2000 Sydney  | Gabriela Szabó   | Sonia O'Sullivan     | Gete Wami       |
| 2004 Atenes  | Meseret Defar    | Isabella Ochichi     | Tirunesh Dibaba |
| 2008 Pequín  | Tirunesh Dibaba  | Elvan Abeylegesse    | Meseret Defar   |
| 2012 Londres | Meseret Defar    | Vivian Cheruiyot     | Tirunesh Dibaba |
| 2016 Rio     | Vivian Cheruiyot | Hellen Onsando Obiri | Almaz Ayana     |
| 2020 Tòquio  | Sifan Hassan     | Hellen Onsando Obiri | Gudaf Tsegay    |

#### 10.000 m
| Edició         | Or               | Plata              | Bronze           |
| 1988 Seül      | Olga Bondarenko  | Liz McColgan       | Yelena Zhupiyeva |
| 1992 Barcelona | Derartu Tulu     | Elana Meyer        | Lynn Jennings    |
| 1996 Atlanta   | Fernanda Ribeiro | Wang Junxia        | Gete Wami        |
| 2000 Sydney    | Derartu Tulu     | Gete Wami          | Fernanda Ribeiro |
| 2004 Atenes    | Xing Huina       | Ejagayehu Dibaba   | Derartu Tulu     |
| 2008 Pequín    | Tirunesh Dibaba  | Elvan Abeylegesse  | Shalane Flanagan |
| 2012 Londres   | Tirunesh Dibaba  | Sally Kipyego      | Vivian Cheruiyot |
| 2016 Rio       | Almaz Ayana      | Vivian Cheruiyot   | Tirunesh Dibaba  |
| 2020 Tòquio    | Sifan Hassan     | Kalkidan Gezahegne | Letesenbet Gidey |

#### 100 m tanques
| Edició           | Or                     | Plata             | Bronze                  |
| 1972 Múnic       | Annelie Ehrhardt       | Valeria Bufanu    | Karin Balzer            |
| 1976 Mont-real   | Johanna Schaller-Klier | Tatyana Anisimova | Natalya Lebedeva        |
| 1980 Moscou      | Vera Komisova          | Johanna Klier     | Lucyna Langer           |
| 1984 Los Angeles | Benita Fitzgerald      | Shirley Strong    | Michèle Chardonnet      |
| 1984 Los Angeles | Benita Fitzgerald      | Shirley Strong    | Kim Turner              |
| 1988 Seül        | Yordanka Donkova       | Gloria Siebert    | Claudia Zackiewicz      |
| 1992 Barcelona   | Voula Patoulidou       | LaVonna Martin    | Yordanka Donkova        |
| 1996 Atlanta     | Ludmila Engquist       | Brigita Bukovec   | Patricia Girard         |
| 2000 Sydney      | Olga Xixíguina         | Glory Alozie      | Melissa Morrison        |
| 2004 Atenes      | Joanna Hayes           | Olena Krasovska   | Melissa Morrison        |
| 2008 Pequín      | Dawn Harper            | Sally McLellan    | Priscilla Lopes-Schliep |
| 2012 Londres     | Sally Pearson          | Dawn Harper       | Kellie Wells            |
| 2016 Rio         | Brianna Rollins        | Nia Ali           | Kristi Castlin          |
| 2020 Tòquio      | Jasmine Camacho-Quinn  | Kendra Harrison   | Megan Tapper            |

#### 400 m tanques
| Edició           | Or                   | Plata              | Bronze             |
| 1984 Los Angeles | Nawal El Moutawakel  | Judi Brown         | Cristeana Cojocaru |
| 1988 Seül        | Debbie Flintoff-King | Tatyana Ledovskaya | Ellen Fiedler      |
| 1992 Barcelona   | Sally Gunnell        | Sandra Farmer      | Janeene Vickers    |
| 1996 Atlanta     | Deon Hemmings        | Kim Batten         | Tonja Buford       |
| 2000 Sydney      | Irina Privalova      | Deon Hemmings      | Nezha Bidouane     |
| 2004 Atenes      | Fani Halkia          | Ionela Târlea      | Tetyana Tereshchuk |
| 2008 Pequín      | Melaine Walker       | Sheena Tosta       | Tasha Danvers      |
| 2012 Londres     | Natalya Antyukh      | Lashinda Demus     | Zuzana Hejnová     |
| 2016 Rio         | Dalilah Muhammad     | Sara Petersen      | Ashley Spencer     |
| 2020 Tòquio      | Sidney McLaughlin    | Dalilah Muhammad   | Femke Bol          |

#### 3.000 m obstacles
| Edició       | Or               | Plata                 | Bronze                |
| 2008 Pequín  | Gulnara Samitova | Eunice Jepkorir       | Yekaterina Volkova    |
| 2012 Londres | Yuliya Zaripova  | Habiba Ghribi         | Sofia Assefa          |
| 2016 Rio     | Ruth Jebet       | Hyvin Kiyeng Jepkemoi | Emma Coburn           |
| 2020 Tòquio  | Peruth Chemutai  | Courtney Frerichs     | Hyvin Kiyeng Jepkemoi |

#### 4 x 100 m relleus
| Edició               | Or | Plata | Bronze |
| 1928 Amsterdam       | CanadàFanny Rosenfeld · Ethel Smith · Jane Bell · Myrtle Cook                                                          | Estats UnitsMary Washburn · Jessie Cross · Loretta McNeil · Betty Robinson                                                           | AlemanyaRosa Kellner · Helene Schmidt · Anni Holdmann · Helene Junker                                        |
| 1932 Los Angeles     | Estats UnitsMary Carew · Evelyn Furtsch · Annette Rogers · Wilhelmina von Bremen                                       | CanadàMildred Fizzell · Lilian Palmer · Mary Frizzel · Hilda Strike                                                                  | Regne UnitEileen Hiscock · Gwendoline Porter · Violet Webb · Nellie Halstead                                 |
| 1936 Berlín          | Estats UnitsHarriet Bland · Annette Rogers · Betty Robinson · Helen Stephens                                           | Regne UnitEileen Hiscock · Violet Olney · Audrey Brown · Barbara Burke                                                               | CanadàDorothy Brookshaw · Mildred Dolson · Hilda Cameron · Aileen Meagher                                    |
| 1948 Londres         | Països BaixosXenia Stad-de Jong · Netty Witziers-Timmer · Gerda Kade-Koudijs · Fanny Blankers-Koen                     | AustràliaShirley Strickland · June Maston · Elizabeth McKinnon · Joyce King                                                          | CanadàViola Myers · Nancy MacKay · Diane Foster · Patricia Jones                                             |
| 1952 Hèlsinki        | Estats UnitsMae Faggs · Barbara Jones · Janet Moreau · Catherine Hardy                                                 | AlemanyaUrsula Knab · Maria Sander · Helga Klein · Marga Petersen                                                                    | Regne UnitSylvia Cheeseman · June Foulds · Jean Desforges · Heather Armitage                                 |
| 1956 Melbourne       | AustràliaShirley Strickland · Norma Croker · Fleur Mellor · Betty Cuthbert                                             | Regne UnitAnne Pashley · Jean Scrivens · June Foulds · Heather Armitage                                                              | Estats UnitsMae Faggs · Margaret Matthews · Wilma Rudolph · Isabelle Daniels                                 |
| 1960 Roma            | Estats UnitsMartha Hudson · Lucinda Williams · Barbara Jones · Wilma Rudolph                                           | AlemanyaMartha Langbein · Annie Biechl · Brunhilde Hendrix · Jutta Heine                                                             | PolòniaTeresa Wieczorek · Barbara Janiszewska · Celina Jesionowska · Halina Richter                          |
| 1964 Tòquio          | PolòniaTeresa Ciepły · Irena Kirszenstein · Halina Górecka · Ewa Kłobukowska                                           | Estats UnitsWillye White · Wyomia Tyus · Marilyn White · Edith McGuire                                                               | Regne UnitJanet Simpson · Mary Rand · Daphne Arden · Dorothy Hyman                                           |
| 1968 Ciutat de Mèxic | Estats UnitsBarbara Ferrell · Margaret Bailes · Mildrette Netter · Wyomia Tyus                                         | CubaMarlene Elejarde · Fulgencia Romay · Violetta Quesada · Miguelina Cobián                                                         | Unió SovièticaLiudmila Zharkova · Galina Bukharina · Vera Popkova · Lyudmila Samotesova                      |
| 1972 Múnic           | RFAChristiane Krause · Ingrid Becker · Annegret Richter · Heide Rosendahl                                              | RDAEvelyn Kaufer · Christina Heinich · Barbel Struppert · Renate Stecher                                                             | CubaMarlene Elejarde · Carmen Valdes · Fulgencia Romay · Silvia Chibás                                       |
| 1976 Mont-real       | RDAMarlies Oelsner · Renate Stecher · Carla Bodendorf · Bärbel Eckert                                                  | RFAElvira Possekel · Inge Helten · Annegret Richter · Annegret Kroniger                                                              | Unió SovièticaTatyana Prorochenko · Liudmila Zharkova · Nadejda Besfamilnaya · Vera Anisimova                |
| 1980 Moscou          | RDARomy Müller · Bärbel Wöckel · Ingrid Auerswald · Marlies Göhr                                                       | Unió SovièticaVera Komisova · Liudmila Zharkova · Vera Anisimova · Natalya Bochina                                                   | Regne UnitHeather Hunte Kathy Smallwood-Cook Beverley Goddard Sonia Lannaman                                 |
| 1984 Los Angeles     | Estats UnitsAlice Brown · Jeanette Bolden · Chandra Cheeseborough · Evelyn Ashford                                     | CanadàAngela Bailey · Marita Payne · Angella Taylor-Issajenko · France Gareau                                                        | Regne UnitSimone Jacobs · Kathy Smallwood-Cook · Beverley Callander · Heather Oakes                          |
| 1988 Seül            | Estats UnitsAlice Brown · Sheila Echols · Florence Griffith · Evelyn Ashford                                           | RDASilke Möller · Kerstin Behrendt · Ingrid Auerswald · Marlies Göhr                                                                 | Unió SovièticaLyudmila Kondratyeva · Galina Malchugina · Marina Zhirova · Natalya Pomoschnikova              |
| 1992 Barcelona       | Estats UnitsEvelyn Ashford · Esther Jones · Carlette Guidry · Gwen Torrence · Michelle Finn                            | Equip UnificatOlga Bogoslovskaya Galina Malchugina Marina Trandenkova Irina Privalova                                                | NigèriaBeatrice Utondu · Faith Idehen · Christy Opara-Thompson · Mary Onyali                                 |
| 1996 Atlanta         | Estats UnitsGail Devers · Inger Miller · Chryste Gaines · Gwen Torrence · Carlette Guidry                              | BahamesEldece Clarke · Chandra Sturrup · Savatheda Fynes · Pauline Davis-Thompson · Debbie Ferguson                                  | JamaicaMichelle Freeman · Juliet Cuthbert · Nikole Mitchell · Merlene Ottey · Gillian Russell · Andrea Lloyd |
| 2000 Sydney          | BahamesSavatheda Fynes · Chandra Sturrup · Pauline Davis-Thompson · Debbie Ferguson · Eldece Lewis                     | JamaicaTayna Lawrence · Veronica Campbell · Beverly McDonald · Merlene Ottey · Merlene Frazer                                        | Estats UnitsChryste Gaines · Torri Edwards · Nanceen Perry · Marion Jones · Passion Richardson*              |
| 2004 Atenes          | JamaicaTayna Lawrence · Sherone Simpson · Aleen Bailey · Veronica Campbell · Beverly McDonald                          | RússiaOlga Fyodorova · Yuliya Tabakova · Irina Khabarova · Larisa Kruglova                                                           | FrançaVeronique Mang · Muriel Hurtis · Sylviane Felix · Christine Arron                                      |
| 2008 Pequín          | RússiaYuliya Chermoshanskaya · Yuliya Gushchina · Aleksandra Fedoriva · Ievguénia Poliakova                            | BèlgicaKim Gevaert · Elodie Ouedraogo · Hanna Marien · Olivia Borlee                                                                 | NigèriaHalimat Ismaila · Oludamola Osayomi · Agnes Osazuma · Gloria Kemasuode · Franca Idoko                 |
| 2012 Londres         | Estats UnitsTianna Madison · Allyson Felix · Bianca Knight · Carmelita Jeter · Jeneba Tarmoh · Lauryn Williams         | JamaicaShelly-Ann Fraser · Sherone Simpson · Veronica Campbell-Brown · Kerron Stewart · Samantha Henry-Robinson · Schillonie Calvert | UcraïnaOlesya Povh · Hrystyna Stuy · Mariya Ryemyen · Elyzaveta Bryzgina                                     |
| 2016 Rio             | Estats UnitsTianna Bartoletta · Allyson Felix · English Gardner · Tori Bowie · Morolake Akinosun*                      | JamaicaChristania Williams · Elaine Thompson · Veronica Campbell · Shelly-Ann Fraser · Simone Facey* · Sashalee Forbes*              | Regne UnitAsha Philip · Desiree Henry · Dina Asher-Smith · Daryll Neita                                      |
| 2020 Tòquio          | JamaicaBriana Williams · Elaine Thompson · Shelly-Ann Fraser · Shericka Jackson · Natasha Morrison* · Remona Burchell* | Estats UnitsJavianne Oliver · Teahna Daniels · Jenna Prandini · Gabrielle Thomas · English Gardner* · Aleia Hobbs*                   | Regne UnitAsha Philip · Imani Lansiquot · Dina Asher-Smith · Daryll Neita                                    |

Des de 1992 els atletes que només corren en les proves preliminars també reben la medalla corresponent.

#### 4 x 400 m relleus
| Edició           | Or | Plata | Bronze |
| 1972 Múnic       | RDADagmar Käsling · Rita Kühne · Helga Seidler · Monika Zehrt                                                                                      | Estats UnitsMable Fergerson · Madeline Manning · Cheryl Toussaint · Kathy Hammond                                               | RFAAnette Rückes · Inge Bödding · Hildegard Falck · Rita Wilden                                                            |
| 1976 Mont-real   | RDADoris Maletzki · Brigitte Rohde · Ellen Streidt · Christina Brehmer                                                                             | Estats UnitsDebra Sapenter · Sheila Ingram · Pamela Jiles · Rosalyn Bryant                                                      | Unió SovièticaInta Klimoviča · Lyudmila Aksenova · Natalya Sokolova · Nadejda Ilyina                                       |
| 1980 Moscou      | Unió SovièticaTatyana Prorochenko · Tatyana Goistchik · Nina Zyuskova · Irina Nazarova                                                             | RDAGabriele Löwe · Barbara Krug · Christina Lathan · Marita Koch                                                                | Regne UnitLinsey MacDonald Michelle Probert Joslyn Hoyte-Smith Donna-Marie Hartley                                         |
| 1984 Los Angeles | Estats UnitsLillie Leatherwood · Sherri Howard · Valerie Brisco-Hooks · Chandra Cheeseborough                                                      | CanadàCharmaine Crooks · Jillian Richardson · Molly Killingbeck · Marita Payne                                                  | RFAHeike Schulte-Mattler · Ute Thimm · Heidi-Elke Gaugel · Gaby Bussmann                                                   |
| 1988 Seül        | Unió SovièticaTatyana Ledovskaya · Olga Nazarova · Mariya Pinigina · Olga Bryzgina                                                                 | Estats UnitsDenean Howard · Diane Dixon · Valerie Brisco-Hooks · Florence Griffith Joyner                                       | RDADagmar Neubauer · Kirsten Emmelmann · Sabine Busch · Petra Müller                                                       |
| 1992 Barcelona   | Equip UnificatYelena Ruzina Lyudmila Dzhigalova Olga Nazarova Olga Bryzgina Marina Shmonina Liliya Nurutdinova                                     | Estats UnitsNatasha Kaiser · Gwen Torrence · Jearl Miles · Rochelle Stevens · Denean Hill · Dannette Young                      | Regne UnitPhylis Smith · Sandra Douglas · Jennifer Stoute · Sally Gunnell                                                  |
| 1996 Atlanta     | Estats UnitsRochelle Stevens · Maicel Malone · Kim Graham · Jearl Miles · Linetta Wilson                                                           | NigèriaBisi Afolabi · Fatima Yusuf · Charity Opara · Falilat Ogunkoya                                                           | AlemanyaUta Rohländer · Linda Kisabaka · Anja Rücker · Grit Breuer                                                         |
| 2000 Sydney      | Estats UnitsJearl Miles-Clark · Monique Hennagan · LaTasha Colander · Marion Jones · Andrea Anderson*                                              | JamaicaSandie Richards · Catherine Scott · Deon Hemmings · Lorraine Graham · Charmaine Howell · Michelle Burgher                | RússiaYuliya Sotnikova · Svetlana Goncharenko · Olga Kotlyarova · Irina Privalova · Natalya Nazarova · Olesya Zykina       |
| 2004 Atenes      | Estats UnitsDeeDee Trotter · Monique Henderson · Sanya Richards · Monique Hennagan · Crystal Cox* · Moushaumi Robinson*                            | RússiaOlesya Krasnomovets · Natalya Nazarova · Olesya Zykina · Natalya Antyukh · Tatyana Firova* · Natalya Ivanova*             | JamaicaNovlene Williams · Michelle Burgher · Nadia Davy · Sandie Richards · Ronetta Smith*                                 |
| 2008 Pequín      | Estats UnitsMary Wineberg · Allyson Felix · Monique Henderson · Sanya Richards                                                                     | RússiaYuliya Gushchina · Lyudmila Litvinova · Tatyana Firova · Anastasiya Kapachinskaya                                         | JamaicaShericka Williams · Shereefa Lloyd · Rosemarie Whyte · Novlene Williams                                             |
| 2012 Londres     | Estats UnitsDeeDee Trotter · Allyson Felix · Francena McCorory · Sanya Richards-Ross · Keshia Baker* · Diamond Dixon*                              | RússiaYulia Gushchina · Antonina Krivoshapka · Tatyana Firova · Natalya Antyukh · Anastasiya Kapachinskaya* · Natalya Nazarova* | JamaicaChristine Day · Rosemarie Whyte · Shericka Williams · Novlene Williams-Mills · Shereefa Lloyd*                      |
| 2016 Rio         | Estats UnitsAllyson Felix · Phyllis Francis · Natasha Hastings · Courtney Okolo · Taylor Ellis-Watson* · Francena McCorory*                        | JamaicaStephenie Ann McPherson · Anneisha McLaughlin · Shericka Jackson · Novlene Williams · Christine Day* · Chrisann Gordon*  | Regne UnitEilidh Doyle · Anyika Onuora · Emily Diamond · Christine Ohuruogu · Kelly Massey*                                |
| 2020 Tòquio      | Estats UnitsSidney McLaughlin · Allyson Felix · Dalilah Muhammad · Athing Mu · Kendall Ellis* · Lynna Irby* · Wadeline Jonathas* · Kaylin Whitney* | PolòniaNatalia Kaczmarek · Iga Baumgart-Witan · Małgorzata Hołub-Kowalik · Justyna Święty-Ersetic · Anna Kiełbasińska*          | JamaicaRoneisha McGregor · Janieve Russell · Shericka Jackson · Candice McLeod · Junelle Bromfield* · Stacey-Ann Williams* |

Des de 1992 els atletes que només corren en les proves preliminars també reben la medalla corresponent.

#### Marató
| Edició           | Or                  | Plata              | Bronze            |
| 1984 Los Angeles | Joan Benoit         | Grete Waitz        | Rosa Mota         |
| 1988 Seül        | Rosa Mota           | Lisa Martin        | Katrin Dörre      |
| 1992 Barcelona   | Valentina Yegorova  | Yuko Arimori       | Lorraine Moller   |
| 1996 Atlanta     | Fatuma Roba         | Valentina Yegorova | Yuko Arimori      |
| 2000 Sydney      | Naoko Takahashi     | Lidia Simon        | Joyce Chepchumba  |
| 2004 Atenes      | Mizuki Noguchi      | Catherine Ndereba  | Deena Kastor      |
| 2008 Pequín      | Constantina Tomescu | Catherine Ndereba  | Zhou Chunxiu      |
| 2012 Londres     | Tiki Gelana         | Priscah Jeptoo     | Tatyana Arkhipova |
| 2016 Rio         | Jemima Sumgong      | Eunice Kirwa       | Mare Dibaba       |
| 2020 Tòquio      | Peres Jepchirchir   | Brigid Kosgei      | Molly Seidel      |

#### 20 km marxa
| Edició       | Or                   | Plata                    | Bronze          |
| 2000 Sydney  | Wang Liping          | Kjersti Plätzer          | Maria Vasco     |
| 2004 Atenes  | Athanasia Tsoumeleka | Olimpiada Ivanova        | Jane Saville    |
| 2008 Pequín  | Olga Kaniskina       | Kjersti Plätzer          | Elisa Rigaudo   |
| 2012 Londres | Elena Lashmanova     | Olga Kaniskina           | Qieyang Shenjie |
| 2016 Rio     | Liu Hong             | María Guadalupe González | Lü Xiuzhi       |
| 2020 Tòquio  | Antonella Palmisano  | Sandra Arenas            | Liu Hong        |

#### Salt d'alçada
| Edició               | Or                 | Plata              | Bronze               |
| 1928 Amsterdam       | Ethel Catherwood   | Lien Gisolf        | Mildred Wiley        |
| 1932 Los Angeles     | Jean Shiley        | Babe Didrikson     | Eva Dawes            |
| 1936 Berlín          | Ibolya Csák        | Dorothy Odam       | Elfriede Kaun        |
| 1948 Londres         | Alice Coachman     | Dorothy Tyler      | Micheline Ostermeyer |
| 1952 Hèlsinki        | Esther Brand       | Sheile Lerwill     | Aleksandra Chudina   |
| 1956 Melbourne       | Mildred McDaniel   | Thelma Hopkins     | No es concedí        |
| 1956 Melbourne       | Mildred McDaniel   | Maria Pisareva     | No es concedí        |
| 1960 Roma            | Iolanda Balas      | J. Jóźwiakowska    | No es concedí        |
| 1960 Roma            | Iolanda Balas      | Dorothy Shirley    | No es concedí        |
| 1964 Tòquio          | Iolanda Balas      | Michele Brown      | Taisia Chenchik      |
| 1968 Ciutat de Mèxic | Miloslava Rezková  | Antonina Okorokova | Valentina Kozyr      |
| 1972 Múnic           | Ulrike Meyfarth    | Yordanka Blagoeva  | Ilona Gusenbauer     |
| 1976 Mont-real       | Rose Ackermann     | Sara Simeoni       | Yordanka Blagoeva    |
| 1980 Moscou          | Sara Simeoni       | Urszula Kielan     | Jutta Kirst          |
| 1984 Los Angeles     | Ulrike Meyfarth    | Sara Simeoni       | Joni Huntley         |
| 1988 Seül            | Louise Ritter      | Stefka Kostadinova | Tamara Bykova        |
| 1992 Barcelona       | Heike Henkel       | Alina Astafei      | Ioamnet Quintero     |
| 1996 Atlanta         | Stefka Kostadinova | Niki Bakogianni    | Inha Babakova        |
| 2000 Sydney          | Yelena Yelesina    | Hestrie Cloete     | Kajsa Bergqvist      |
| 2000 Sydney          | Yelena Yelesina    | Hestrie Cloete     | Oana Pantelimon      |
| 2004 Atenes          | Yelena Slesarenko  | Hestrie Cloete     | Viktoriya Styopina   |
| 2008 Pequín          | Tia Hellebaut      | Blanka Vlasic      | Anna Chicherova      |
| 2012 Londres         | Anna Chicherova    | Brigetta Barrett   | Svetlana Shkolina    |
| 2016 Rio             | Ruth Beitia        | Mirela Demireva    | Blanka Vlašić        |
| 2020 Tòquio          | Mariya Lasitskene  | Nicola McDermott   | Yaroslava Mahuchikh  |

#### Salt amb perxa
| Edició       | Or                  | Plata               | Bronze             |
| 2000 Sydney  | Stacy Dragila       | Tatiana Grigorieva  | Vala Flosadóttir   |
| 2004 Atenes  | Ielena Issinbàieva  | Svetlana Feofanova  | Anna Rogowska      |
| 2008 Pequín  | Ielena Issinbàieva  | Jennifer Stuczynski | Svetlana Feofanova |
| 2012 Londres | Jenn Suhr           | Yarisley Silva      | Ielena Issinbàieva |
| 2016 Rio     | Ekaterini Stefanidi | Sandi Morris        | Eliza McCartney    |

#### Salt de llargada
| Edició               | Or                  | Plata               | Bronze               |
| 1948 Londres         | Olga Gyarmati       | Noemí Simonetto     | Ann-Britt Leyman     |
| 1952 Hèlsinki        | Yvette Williams     | Aleksandra Chudina  | Shirley Cawley       |
| 1956 Melbourne       | Elżbieta Krzesińska | Willye White        | Nadejda Khnykina     |
| 1960 Roma            | Vera Krepkina       | Elżbieta Krzesińska | Hildrun Claus        |
| 1964 Tòquio          | Mary Rand           | Irena Kirszenstein  | Tatyana Shchelkanova |
| 1968 Ciutat de Mèxic | V. Viscopoleanu     | Sheila Sherwood     | Tatyana Talysheva    |
| 1972 Múnic           | Heide Rosendahl     | Diana Yorgova       | Eva Šuranová         |
| 1976 Mont-real       | Angela Voigt        | Kathy McMillan      | Lidia Alfeyeva       |
| 1980 Moscou          | Tatyana Kolpakova   | Brigitte Wujak      | Tatyana Skachko      |
| 1984 Los Angeles     | Anişoara Cuşmir     | Valy Ionescu        | Sue Hearnshaw        |
| 1988 Seül            | Jackie Joyner       | Heike Drechsler     | Galina Čistjakova    |
| 1992 Barcelona       | Heike Drechsler     | Inessa Kravets      | Jackie Joyner        |
| 1996 Atlanta         | Chioma Ajunwa       | Fiona May           | Jackie Joyner        |
| 2000 Sydney          | Heike Drechsler     | Fiona May           | Tatyana Kotova       |
| 2004 Atenes          | Tatiana Lébedeva    | Irina Simagina      | Tatyana Kotova       |
| 2008 Pequín          | Maurren Higa Maggi  | Tatiana Lébedeva    | Blessing Okagbare    |
| 2012 Londres         | Brittney Reese      | Elena Sokolova      | Janay DeLoach        |
| 2016 Rio             | Tianna Bartoletta   | Britney Reese       | Ivana Španović       |

#### Triple salt
| Edició       | Or                     | Plata             | Bronze            |
| 1996 Atlanta | Inessa Kravets         | Inna Lasovskaya   | Šárka Kašpárková  |
| 2000 Sydney  | Tereza Marinova        | Tatiana Lébedeva  | Olena Hovorova    |
| 2004 Atenes  | Françoise Mbango Etone | Hrysopiyí Devetzí | Tatiana Lébedeva  |
| 2008 Pequín  | Françoise Mbango Etone | Tatiana Lébedeva  | Hrysopiyí Devetzí |
| 2012 Londres | Olga Rypakova          | Caterine Ibargüen | Olha Saladukha    |
| 2016 Rio     | Caterine Ibargüen      | Yulimar Rojas     | Olga Rypakova     |

#### Llançament de pes
| Edició               | Or                   | Plata               | Bronze              |
| 1948 Londres         | Micheline Ostermeyer | Amelia Piccinini    | Ina Schäffer        |
| 1952 Hèlsinki        | Galina Zybina        | Marianne Werner     | Klavdiya Tochenova  |
| 1956 Melbourne       | Tamara Tyshkevich    | Galina Zybina       | Marianne Werner     |
| 1960 Roma            | Tamara Press         | Johanna Lüttge      | Earlene Brown       |
| 1964 Tòquio          | Tamara Press         | Renate Culmberger   | Galina Zybina       |
| 1968 Ciutat de Mèxic | Margitta Gummel      | Marita Lange        | Nadejda Txijova     |
| 1972 Múnic           | Nadejda Txijova      | Margitta Gummel     | Ivanka Khristova    |
| 1976 Mont-real       | Ivanka Khristova     | Nadejda Txijova     | Helena Fibingerová  |
| 1980 Moscou          | Ilona Slupianek      | S. Krachevskaya     | Margitta Pufe       |
| 1984 Los Angeles     | Claudia Losch        | Mihaela Loghin      | Gael Martin         |
| 1988 Seül            | Natalya Lisovskaya   | Kathrin Neimke      | Li Meisu            |
| 1992 Barcelona       | Svetlana Krivelyova  | Huang Zhihong       | Kathrin Neimke      |
| 1996 Atlanta         | Astrid Kumbernuss    | Sui Xinmei          | Irina Khudoroshkina |
| 2000 Sydney          | Yanina Karolchik     | Larisa Peleshenko   | Astrid Kumbernuss   |
| 2004 Atenes          | Yumileidi Cumbá      | Nadine Kleinert     | Svetlana Krivelyova |
| 2008 Pequín          | Valerie Vili         | Natallia Mikhnevich | Nadzeya Astapchuk   |
| 2012 Londres         | Valerie Adams        | Ievguénia Kolodkó   | Gong Lijiao         |
| 2016 Rio             | Michelle Carter      | Valerie Adams       | Anita Márton        |

#### Llançament de disc
| Edició               | Or                   | Plata                | Bronze               |
| 1928 Amsterdam       | Halina Konopacka     | Lillian Copeland     | Ruth Svedberg        |
| 1932 Los Angeles     | Lillian Copeland     | Ruth Osborn          | Jadwiga Wajs         |
| 1936 Berlín          | Gisela Mauermayer    | Jadwiga Wajs         | Paula Mollenhauer    |
| 1948 Londres         | Micheline Ostermeyer | Edera Gentile        | Jacqueline Mazéas    |
| 1952 Hèlsinki        | Nina Romashkova      | Y. Bagriantseva      | Nina Dumbadze        |
| 1956 Melbourne       | Olga Fikotová        | Irina Beglyakova     | Nina Romashkova      |
| 1960 Roma            | Nina Romashkova      | Tamara Press         | Lia Manoliu          |
| 1964 Tòquio          | Tamara Press         | Ingrid Lotz          | Lia Manoliu          |
| 1968 Ciutat de Mèxic | Lia Manoliu          | Liesel Westermann    | Jolán Kleiber        |
| 1972 Múnic           | Faina Melnyk         | Argentina Menis      | Vasilka Stoeva       |
| 1976 Mont-real       | Evelin Schlaak       | Maria Vergova        | Gabriele Hinzmann    |
| 1980 Moscou          | Evelin Jahl          | Maria Vergova        | Tatyana Lesovaya     |
| 1984 Los Angeles     | Ria Stalman          | Leslie Deniz         | Florenta Craciunescu |
| 1988 Seül            | Martina Hellmann     | Diana Gansky         | Tsvetanka Khristova  |
| 1992 Barcelona       | Maritza Martén       | Tsvetanka Khristova  | Daniela Costian      |
| 1996 Atenes          | Ilke Wyludda         | Natalya Sadova       | Ellina Zvereva       |
| 2000 Sydney          | Ellina Zvereva       | Anastasia Kelesidu   | Iryna Yatchenko      |
| 2004 Atenes          | Natalya Sadova       | Anastasia Kelesidu   | Iryna Yatchenko      |
| 2008 Pequín          | Stephanie Brown      | Yarelis Barrios      | Olena Antónova       |
| 2012 Londres         | Sandra Perković      | Li Yanfeng           | Yarelys Barrios      |
| 2016 Rio             | Sandra Perković      | Mélina Robert-Michon | Denia Caballero      |

#### Llançament de martell
| Edició       | Or                 | Plata            | Bronze           |
| 2000 Sydney  | Kamila Skolimowska | Olga Kuzenkova   | Kirsten Münchow  |
| 2004 Atenes  | Olga Kuzenkova     | Yipsi Moreno     | Yunaika Crawford |
| 2008 Pequín  | Aksana Miankova    | Yipsi Moreno     | Zhang Wenxiu     |
| 2012 Londres | Tatyana Lysenko    | Anita Włodarczyk | Betty Heidler    |
| 2016 Rio     | Anita Włodarczyk   | Zhang Wenxiu     | Sophie Hitchon   |

#### Llançament de javelina
| Edició               | Or                | Plata               | Bronze              |
| 1932 Los Angeles     | Babe Didrikson    | Ellen Braumüller    | Tilly Fleischer     |
| 1936 Berlín          | Tilly Fleischer   | Luise Krüger        | Maria Kwaśniewska   |
| 1948 Londres         | Herma Bauma       | Kaisa Parviainen    | Lily Carlstedt      |
| 1952 Hèlsinki        | Dana Zátopková    | Aleksandra Chudina  | Elena Gorchakova    |
| 1956 Melbourne       | Inese Jaunzeme    | Marlene Ahrens      | Nadejda Konyayeva   |
| 1960 Roma            | Elvīra Ozoliņa    | Dana Zátopková      | Birute Kalediene    |
| 1964 Tòquio          | Mihaela Penes     | Márta Rudas         | Elena Gorchakova    |
| 1968 Ciutat de Mèxic | Angéla Németh     | Mihaela Penes       | Eva Janko           |
| 1972 Múnic           | Ruth Fuchs        | Jacqueline Todten   | Kate Schmidt        |
| 1976 Mont-real       | Ruth Fuchs        | Marion Becker       | Kate Schmidt        |
| 1980 Moscou          | María Colón       | Saida Gunba         | Ute Hommola         |
| 1984 Los Angeles     | Tessa Sanderson   | Tiina Lillak        | Fatima Whitbread    |
| 1988 Seül            | Petra Felke       | Fatima Whitbread    | Beate Koch          |
| 1992 Barcelona       | Silke Renk        | Natalya Shikolenko  | Karen Forkel        |
| 1996 Atlanta         | Heli Rantanen     | Louise McPaul       | Trine Hattestad     |
| 2000 Sydney          | Trine Hattestad   | Mirela Manjani      | Osleidys Menéndez   |
| 2004 Atenes          | Osleidys Menéndez | Steffi Nerius       | Mirela Manjani      |
| 2008 Pequín          | Barbora Špotáková | Mariya Abakumova    | Christina Obergföll |
| 2012 Londres         | Barbora Špotáková | Christina Obergföll | Linda Stahl         |
| 2016 Rio             | Sara Kolak        | Sunette Viljoen     | Barbora Špotáková   |

#### Heptatló
| Edició           | Or                 | Plata               | Bronze              |
| 1984 Los Angeles | Glynis Nunn        | Jackie Joyner       | Sabine Everts       |
| 1988 Seül        | Jackie Joyner      | Sabine John         | Anke Behmer         |
| 1992 Barcelona   | Jackie Joyner      | Irina Belova        | Sabine Braun        |
| 1996 Atlanta     | Ghada Shouaa       | Natallia Sazanovich | Denise Lewis        |
| 2000 Sydney      | Denise Lewis       | Yelena Prokhorova   | Natallia Sazanovich |
| 2004 Atenes      | Carolina Klüft     | Austra Skujytė      | Kelly Sotherton     |
| 2008 Pequín      | Nataliya Dobrynska | Hyleas Fountain     | Tatyana Chernova    |
| 2012 Londres     | Jessica Ennis      | Lilli Schwarzkopf   | Tatyana Chernova    |
| 2016 Rio         | Nafissatou Thiam   | Jessica Ennis       | Brianne Theisen     |

### Programa eliminat

#### 3000 m
| Edició           | Or                | Plata              | Bronze          |
| 1984 Los Angeles | Maricica Puica    | Wendy Smith-Sly    | Lynn Williams   |
| 1988 Seül        | Tetyana Samolenko | Paula Ivan         | Yvonne Murray   |
| 1992 Barcelona   | Yelena Romanova   | Tetyana Dorovskikh | Angela Chalmers |

#### 80 m tanques
| Edició               | Or                  | Plata              | Bronze             |
| 1932 Los Angeles     | Babe Didrikson      | Evelyne Hall       | Marjorie Clark     |
| 1936 Berlín          | Trebisonda Valla    | Anni Steuer        | Elizabeth Taylor   |
| 1948 Londres         | Fanny Blankers-Koen | Maureen Gardner    | Shirley Strickland |
| 1952 Hèlsinki        | Shirley Strickland  | Maria Golubnichaya | Maria Sander       |
| 1956 Melbourne       | Shirley Strickland  | Gisela Köhler      | Norma Thrower      |
| 1960 Roma            | Irina Press         | Carole Quinton     | Gisela Birkemeyer  |
| 1964 Tòquio          | Karin Balzer        | Teresa Ciepły      | Pam Kilborn        |
| 1968 Ciutat de Mèxic | Maureen Caird       | Pam Kilborn        | Chi Cheng          |

#### Pentatló
| Edició               | Or                | Plata               | Bronze           |
| 1964 Tòquio          | Irina Press       | Mary Rand           | Galina Bystrova  |
| 1968 Ciutat de Mèxic | Ingrid Becker     | Liese Prokop        | Annamária Tóth   |
| 1972 Múnic           | Mary Peters       | Heide Rosendahl     | Burglinde Pollak |
| 1976 Mont-real       | Siegrun Siegl     | Christine Laser     | Burglinde Pollak |
| 1980 Moscou          | Nadejda Tkachenko | Olga Rukavishnikova | Olga Kuragina    |

#### 10 km marxa
| Edició         | Or                | Plata              | Bronze     |
| 1992 Barcelona | Chen Yueling      | Yelena Nikolayeva  | Li Chunxiu |
| 1996 Atlanta   | Yelena Nikolayeva | Elisabetta Perrone | Wang Yan   |